# Zala (vas)
Zala je vas na Madžarskem, ki upravno spada pod podregijo Tabi Šomodske županije.